# IC 2240
IC 2240 је ознака објекта на координатама са ректансцензијом 8h 14m 48,0s и деклинацијом + 24° 28" 0'. Открио га је Макс Волф, 9. јануара 1901. Каснијим посматрањима на том положају није уочен никакав астрономски објекат.